# Gouville-sur-Mer

Gouville-sur-Mer este o comună în departamentul Manche, Franța. În 1 ianuarie 2018 avea o populație de 2.034 de locuitori.